# Raïon de Stryï
Le raïon de Stryï (en ukrainien : Стрийський район) est un raïon (district) dans l'oblast de Lviv en Ukraine.
Avec la réforme administrative de 2020, le raïon absorbe ceux de Mykolaiv, de Jydatchiv et de Skole.

## Lieux d'intérêt
Le parc national Skolivski Beskydy.

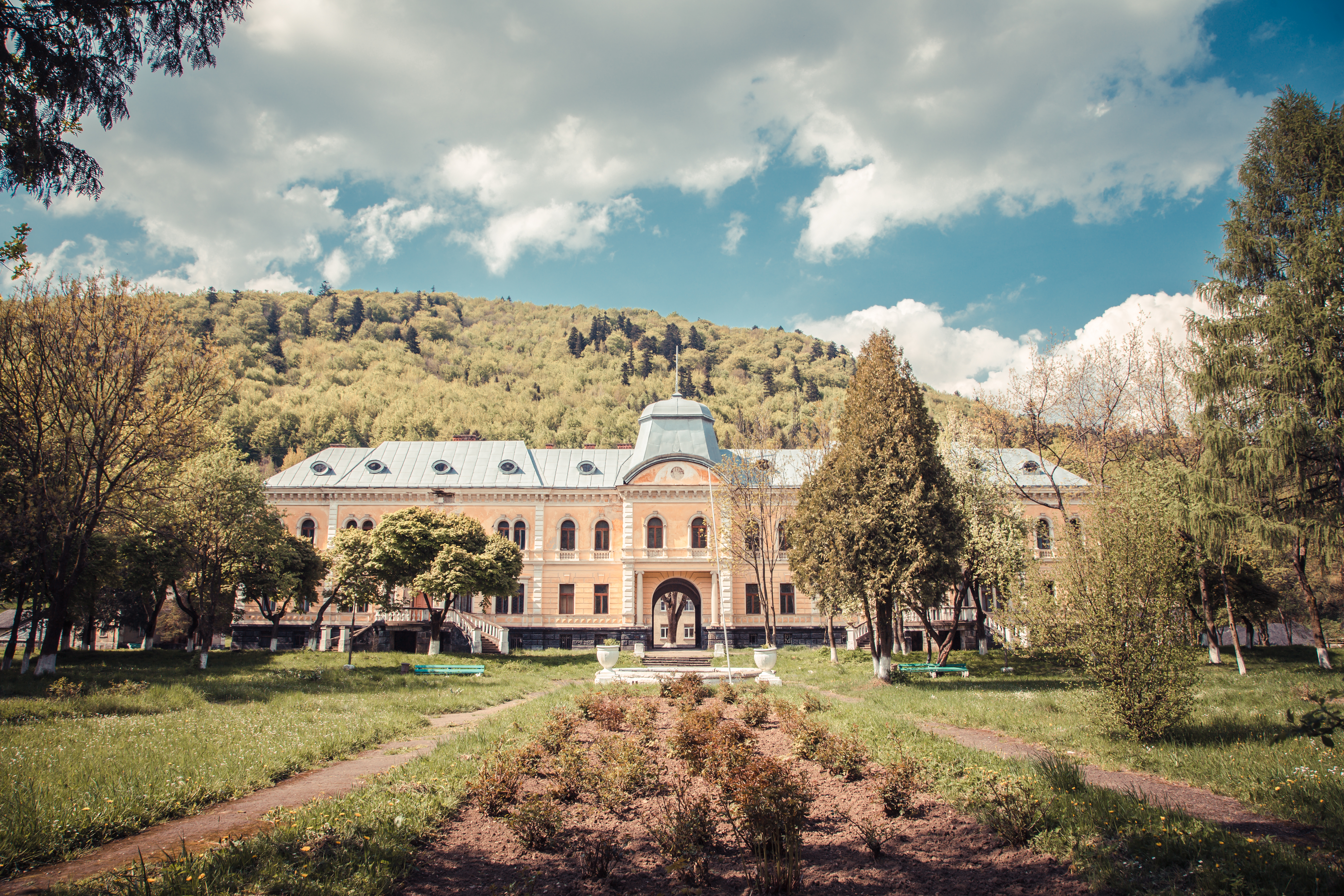
Château Hredliv, classé[1],[2],
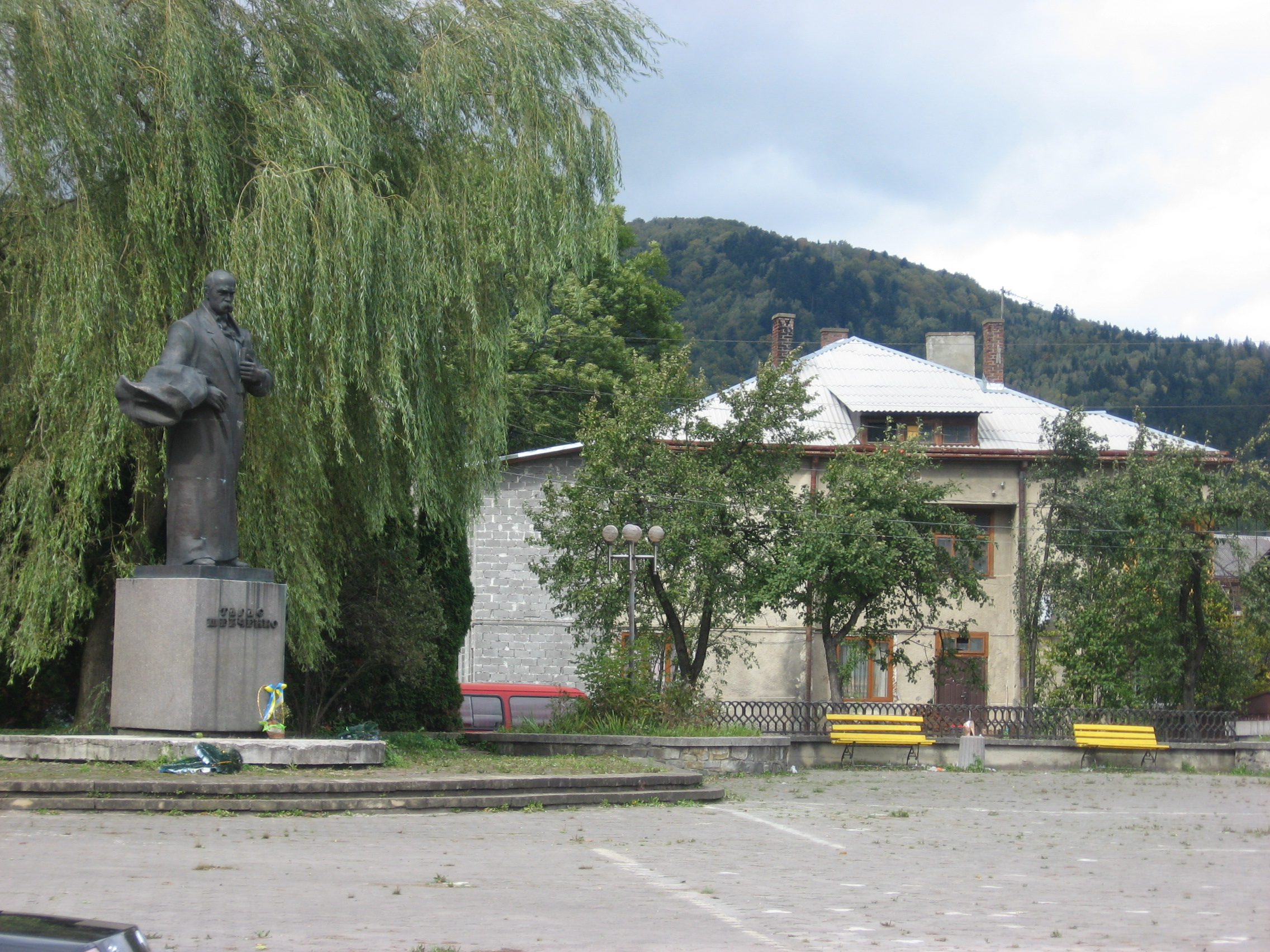
statue de Taras Chevtchenko, classé[3],[4],
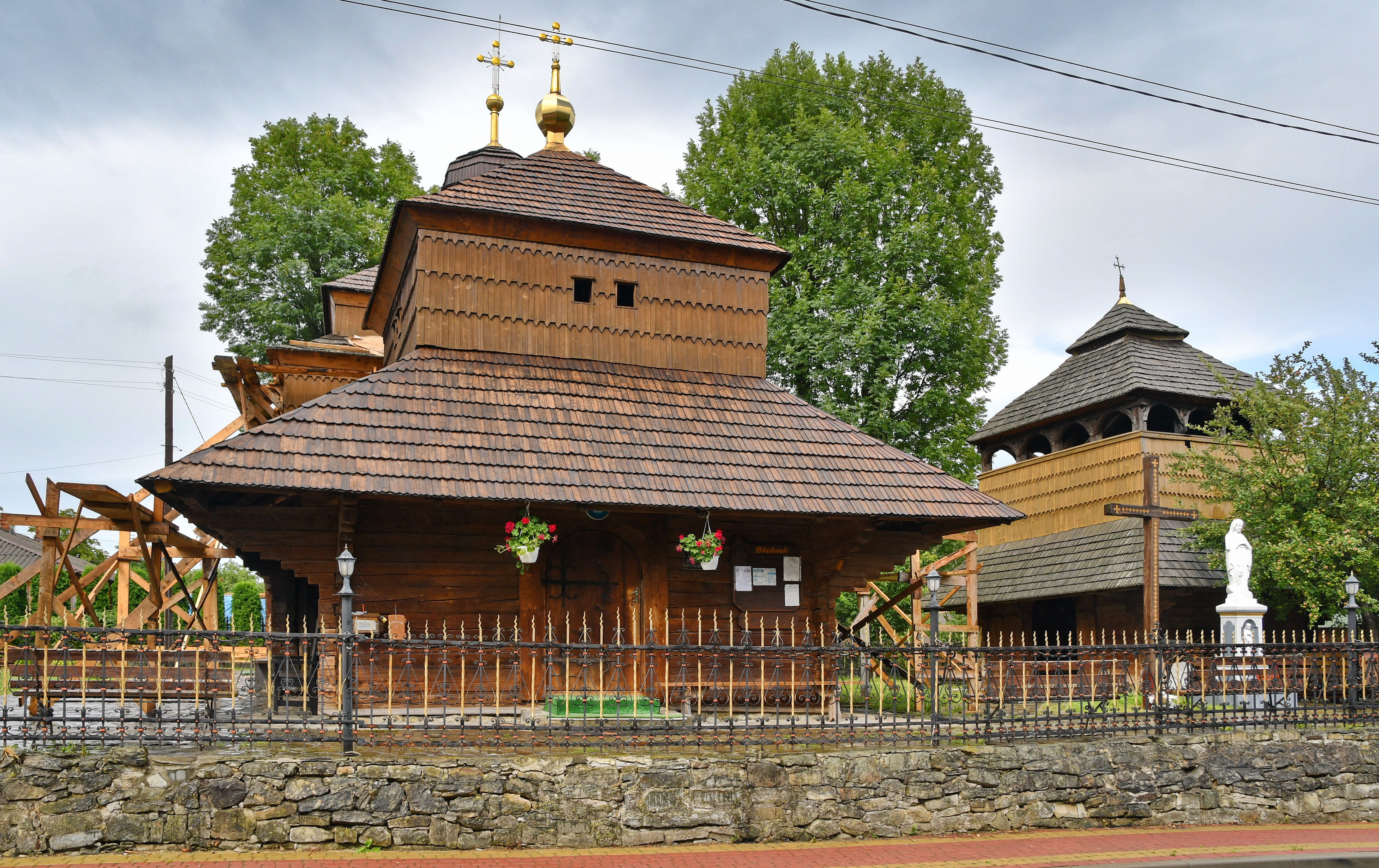
l'église st-Paracelse et son clocher, classé[5],[6],
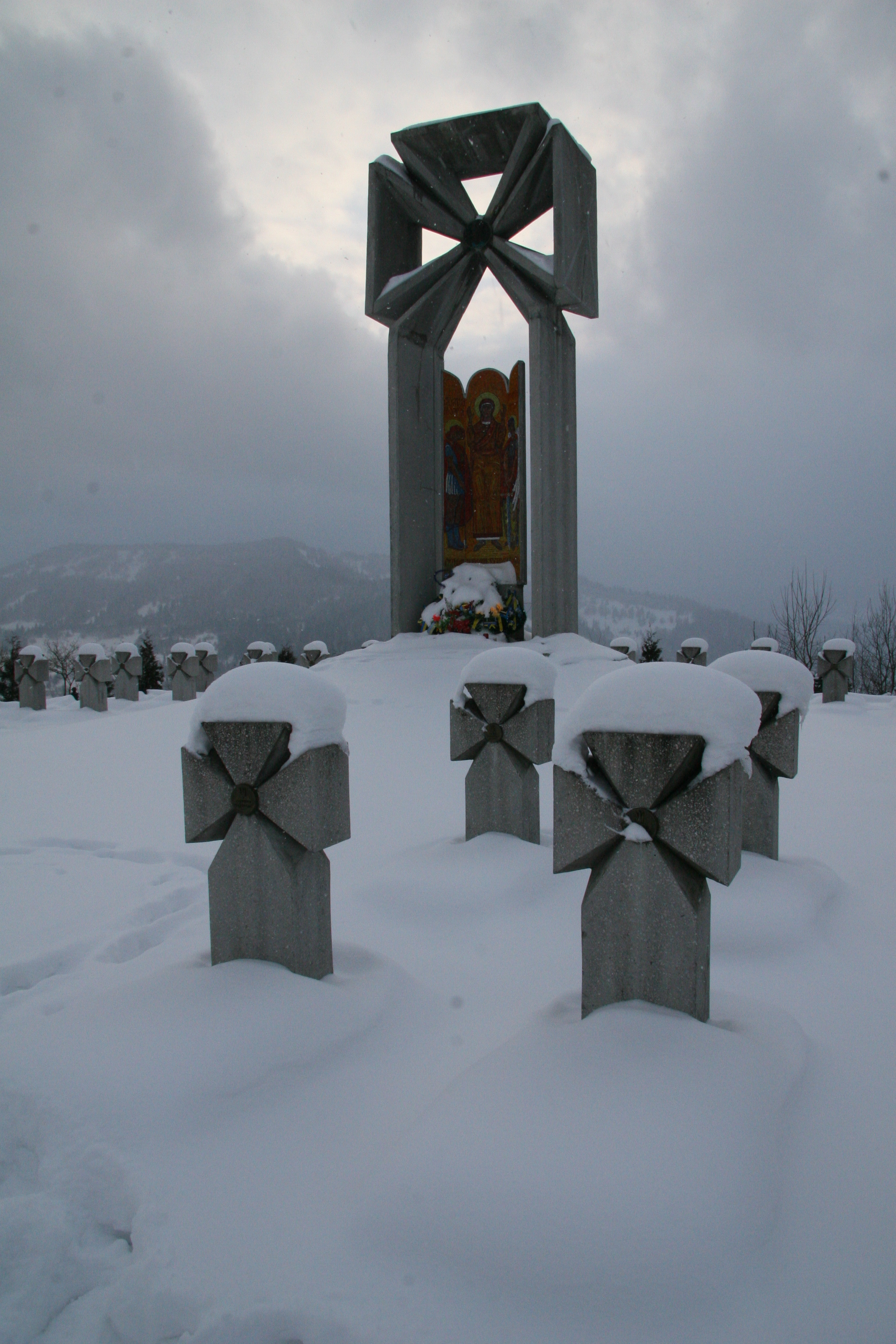
mémorial aux fusiliers du Sitch, classé[7] à Makivka,
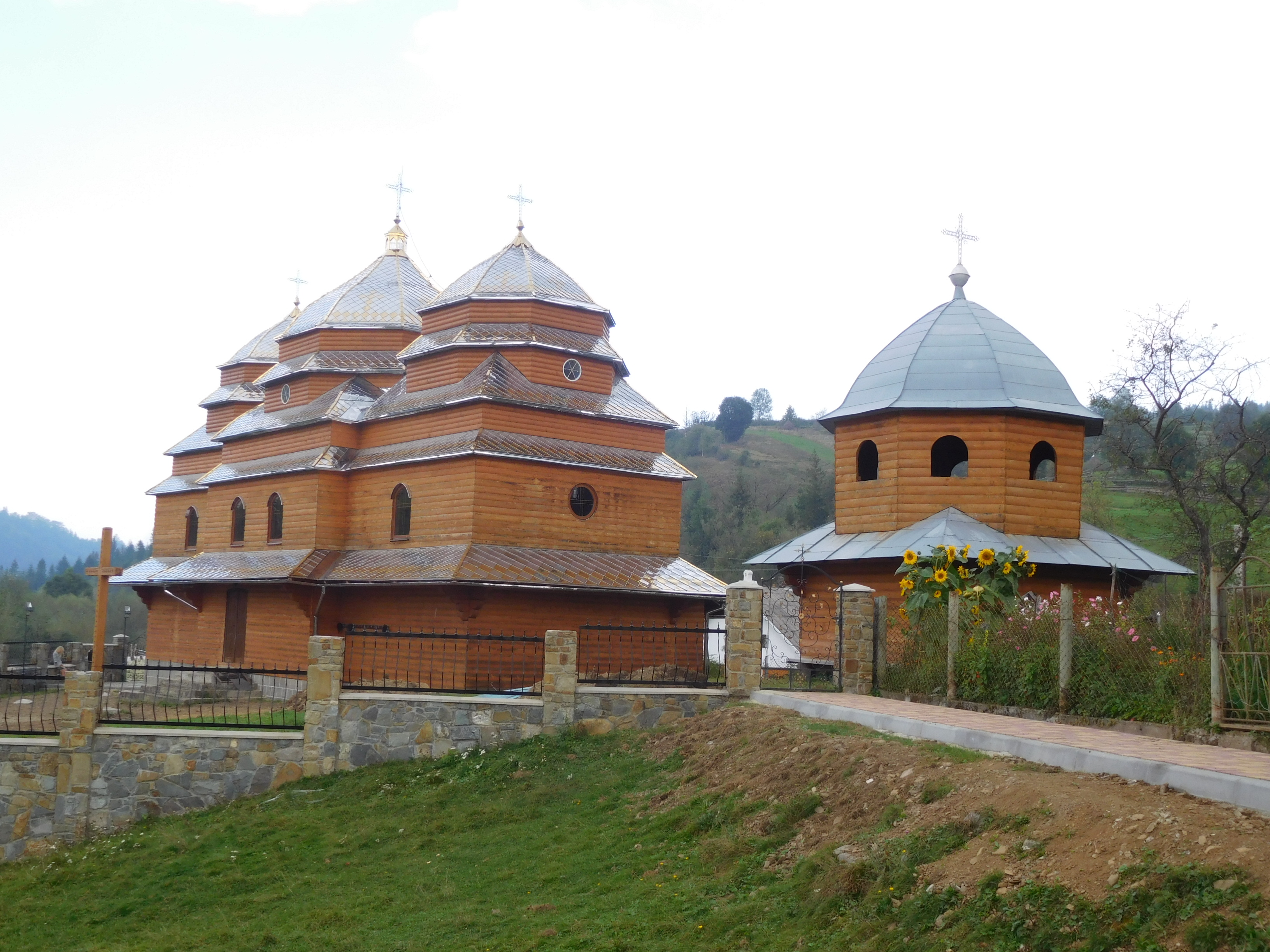
l'église st-Michel et son clocher, classé[8] de Kamianka,
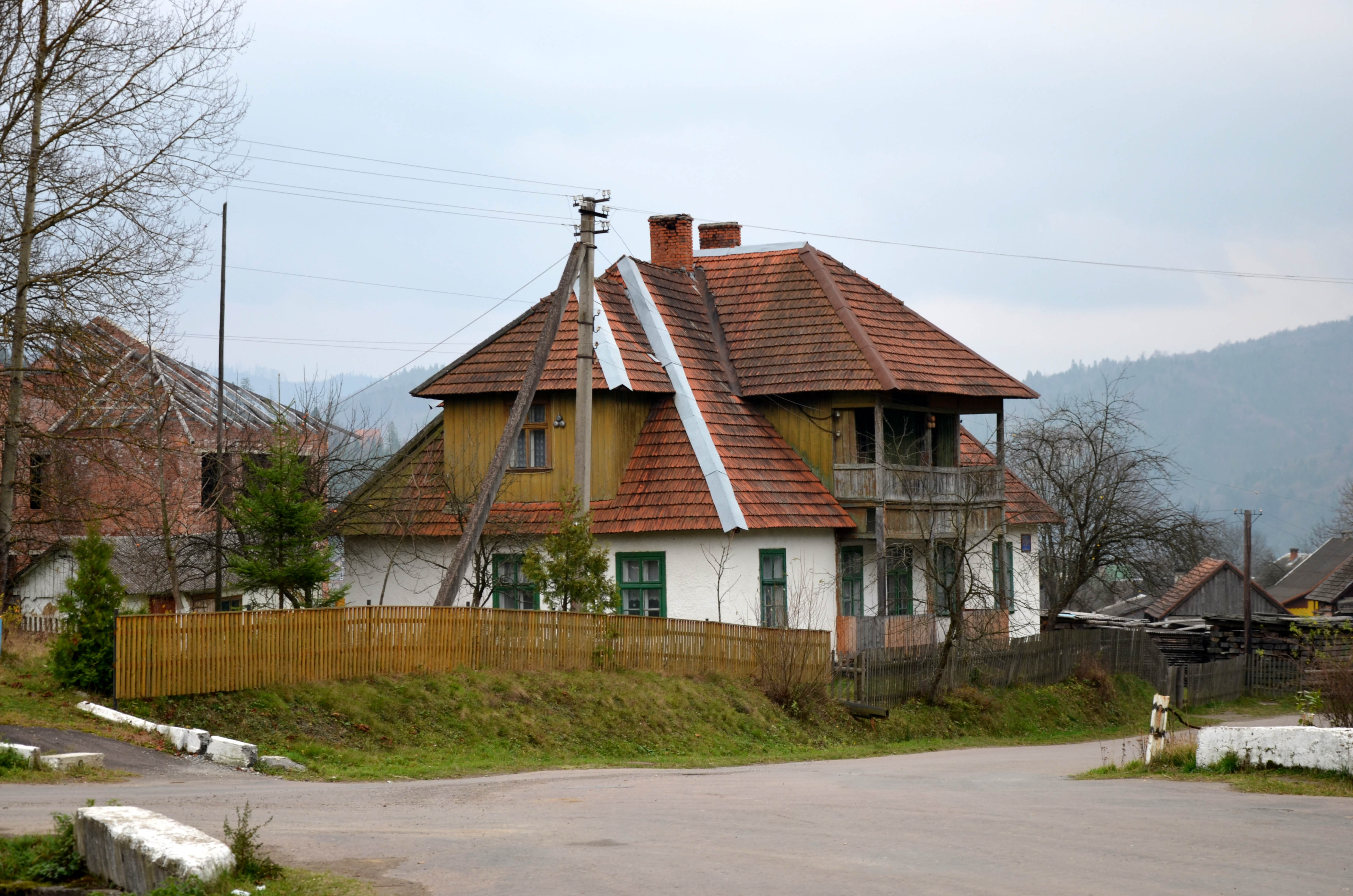
L'école de Korostiv, classé[9].